# 이동형
이동형(1996년 11월 21일~)는 대한민국의 컬링 선수이다.